# Mega Q: The Party Quiz Game
Mega Q: The Party Quiz Game (Party Quiz: Mega Q) est un jeu vidéo de quiz sorti en 1993 sur Mega Drive. Le jeu a été édité par Sega.